# Cantonul Nice-7
Cantonul Nice-7 este un canton din arondismentul Nice, departamentul Alpes-Maritimes, regiunea Provence-Alpes-Côte d'Azur, Franța.